# دیوید المر جرمایا
دیوید المر جرمایا (انگلیسی: David E. Jeremiah; ۲۵ فوریهٔ ۱۹۳۴ – ۷ اکتبر ۲۰۱۳) ادمیرال نیروی دریایی ایالات متحده آمریکا بود، که در فاصله سال‌های ۱۹۹۰ تا ۱۹۹۴ به‌عنوان دومین جانشین رئیس ستاد مشترک فعالیت می‌کرد. وی دوره کوتاهی در سال ۱۹۹۳ سرپرستی رئیس ستاد مشترک نیروهای مسلح ایالات متحده آمریکا را برعهده داشت.
جرمایا فعالیت نظامی را از سال ۱۹۵۶ در نیروی دریایی آمریکا آغاز کرد، از ۱۹۷۴ تا ۱۹۷۶ فرمانده ناوشکن موشک‌انداز یواس‌اس پربل بود، از ۱۹۷۹ تا ۱۹۸۰ فرماندهی اسکادران ۲۴ ناوشکن را برعهده داشت، از ۱۹۸۴ تا ۱۹۸۶ به‌عنوان فرمانده گروه ۸ ناوشکن-رزمناو فعالیت می‌کرد و در این دوره بمباران ۱۹۸۶ لیبی توسط ایالات متحده آمریکا را راهبری کرد.
وی از ۱۹۸۶ تا ۱۹۸۷ معاون طرح و برنامه فرمانده عملیات نیروی دریایی آمریکا بود و در فاصله سال‌های ۱۹۸۷ تا ۱۹۹۰ فرماندهی ناوگان اقیانوس آرام ایالات متحده را برعهده داشت. او در جنگ ویتنام و جنگ لیبی حضور داشت و سال ۱۹۹۴ پس از ۳۸ سال خدمت، از نیروهای مسلح آمریکا بازنشسته شد.